# Neferukait
Neferukait va ser una princesa i reina egípcia de l'XI Dinastia. Se sap el seu nom gràcies a l'estela del seu administrador Rediukhnum, que es va trobar a Denderah (avui al Museu Egipci del Caire, CG 20543). Possiblement és la mateixa persona que la mare del faraó Antef III, que apareix als registres amb el nom de Neferu.
Neferukayet portava els títols següentsː
- Filla del Rei (z3.t-nỉsw.t)
- Esposa estimada del Rei (ḥm.t-nỉsw.t mrỉỉ.t = f)
- Ornament Reial (ẖkr.t-nỉsw t)

Basant-nos en això, probablement Neferukait era filla d'Antef I i esposa d'Antef II. A més, a la tomba del rei Antef III s'hi va trobar un fragment de relleu que citava una dona anomenada Neferukau. L'egiptòloga alemanya Silke Roth ha argumentat que Neferukau és només una manera diferent d'escriure Neferukait. Neferu seria, per tant, una versió breu del nom Neferukau / Neferukait.